# Маркус Габер
Маркус Габер (англ. Marcus Haber, нар. 11 січня 1989, Ванкувер) — канадський футболіст, нападник таїландського клубу «Нонгбуа Пічая», в якому грає в оренді з іншого таїландського клубу «Чонбурі». Виступав також за низку канадських і закордонних клубів, а також за національну збірну Канади.

## Клубна кар'єра
Маркус Габер народився 1989 року в місті Ванкувер. Розпочав займатися футболом у юнацькій команді клубу «Ванкувер Вайткепс», пізніше грав за юнацьку команду нідерландського клубу «Гронінген». У 2009 році розпочав грати в основній команді клубу Major League Soccer «Ванкувер Вайткепс», за яку зіграв за рік 30 матчів ліги, в яких відзначився 8 забитими м'ячами.
У 2010 році футболіст перейшов до англійського клубу «Вест-Бромвіч Альбіон», але керівництво клубу відразу віддало канадця в оренду до іншого англійського клубу «Ексетер Сіті», а в кінці року Габер повернувся до «Ванкувер Вайткепс». Ще в цьому році канадський нападник перейшов до шотландського клубу «Сент-Джонстон», у якому грав до 2012 року. У 2012 році Габер перейшов до англійського клубу «Стівенідж», у складі якого грав до 2014 року, за виключенням короткострокової оренди в 2013 році до клубу «Ноттс Каунті».
У 2014 році Маркус Габер став гравцем англійської команди «Кру Александра», в якій грав до 2016 року. 2016 року канадський нападник уклав контракт з клубом «Данді», у складі якого грав до 2018 року. У 2018 року керівництво клубу віддало футболіста в оренду до іншого шотландського клубу «Фолкерк».
У 2019 році Габер повернувся на батьківщину до клубу «Пасифік». У 2020 році нападник грав у іншому канадському клубі «Кавалрі». У 2021 році футболіст перейшов до камбоджійського клубу «Вісакха», у складі якого відзначився високою результативністю, забивши за клуб 17 голів у 17 матчах чемпіонату. У 2022 році канадський нападник перейшов до іншого камбоджійського клубу «Свайрієнг», у складі якого продовжував відзначатися високою результативністю, до 2024 року забивши за клуб 56 голів у 56 матчах чемпіонату. У складі «Свайрієнга» Габер став чемпіоном Камбоджі та володарем Кубка Камбоджі, а в сезоні 2023—2024 років з 31 м'ячем футболіст став кращим бомбардиром чемпіонату Камбоджі. У 2024 році канадець перейшов до таїландського клубу «Чонбурі», проте відразу клуб віддав футболіста в оренду до іншого таїландського клубу «Нонгбуа Пічая».

## Виступи за збірні
У 2005 році Маркус Габер дебютував у складі юнацької збірної Канади, загалом на юнацькому рівні зіграв 5 ігор, відзначившись 3 забитими голами.
Протягом 2006—2012 років Габер грав у складі молодіжної збірної Канади. На молодіжному рівні зіграв у 27 офіційних матчах, забив 2 голи.
У 2010 році Маркус Габер дебютував у складі національної збірної Канади. У складі збірної був учасником розіграшу Золотого кубка КОНКАКАФ 2013 року та розіграшу Золотого кубка КОНКАКАФ 2015 року. У складі збірної грав до 2016 року, загалом зіграв у її складі 27 матчів, у яких відзначився 3 забитими м'ячами.

## Титули і досягнення
- Чемпіон Камбоджі (1):

«Преах Кхан Річ Свайрінг»: 2023—2024
- Володар Кубка Камбоджі (1):

«Преах Кхан Річ Свайрінг»: 2023–2024
- Кращий бомбардир чемпіонату Камбоджі: 2023—2024 (31 гол)